# Yasuyuki Kawahigashi
Yasuyuki Kawahigashi (1962) é um matemático japonês, professor da Universidade de Tóquio.
Obteve um doutorado em 1989 na Universidade da Califórnia em Los Angeles, orientado por Masamichi Takesaki, com a tese One-Parameter Automorphism Groups of the Injective Finite Factor of Type II.
Foi palestrante convidado do Congresso Internacional de Matemáticos no Rio de Janeiro (2018: Conformal field theory, vertex operator algebras and operator algebras).